# Euplectrus philwardi
Euplectrus philwardi (лат.) — вид мелких паразитических наездников рода Euplectrus из семейства Eulophidae (Chalcidoidea) отряда перепончатокрылые насекомые. Паразитоиды гусениц бабочек. Центральная Америка: Коста-Рика.

## Описание
Длина 1,8 мм. Затылочный край округлый. Мезосома чёрная и блестящая. Лоб гладкий. Ноги, усики и скапус желтовато-коричневые, педицелль и жвалы желтовато-коричневые, щупальцы желтовато-белые. Проподеум гладкий. Шпоры задних голеней длинные, длиннее первого членика задних лапок. Щитик без продольных борозд. Усики с 6 флагелломерами, включая 2-члениковую булаву. Голова и грудка тёмные (буровато-чёрные), ноги и брюшко светлее. Групповые наружные паразиты (эктопаразитоиды) гусениц бабочек-совок Deinopa signiplena (Noctuidae), питающихся на растениях Swartzia costaricensis (Fabaceae). Окукливаются в своих шёлковых коконах рядом со съеденной гусеницей хозяина. Вид был впервые описан в 2015 году английским гименоптерологом Христером Хэнссоном (Christer Hansson; The Natural History Museum, Лондон, Великобритания) и назван в честь американского мирмеколога Фила Уорда (Phil S. Ward) за его вклад в исследование таксономии отряда перепончатокрылых насекомых, включая муравьёв (Hymenoptera).